# Un hecho violento
Un hecho violento és una pel·lícula espanyola de drama del 1958 dirigida per José María Forqué amb un guió de l'escriptor Alfonso Sastre.

## Sinopsi
Per una combinació increïble de circumstàncies i després d'un fals testimoni, un jove casat, Clint Hall, és condemnat a nou anys de treballs forçats al camp "White Cloud" dirigit pel capità Clark amb puny de ferro. Després de dos intents d'escapada, esgotats moralment i físicament pels càstigs sàdics que pateix, Clint només pot deixar-se morir. És llavors quan l'inspector de la presó de l'Estat ve a visitar-lo...

## Repartiment
- Richard Morse - Clint Hall
- Mabel Karr - Kathy
- Adolfo Marsillach - Capita Clark
- Rafael Luis Calvo - Harris
- Antonio Jimenez Escribano - Krusch
- Fred Goddard - Anderson
- Anastasio Alemán - John Gerald

## Premis
- 4a edició dels Premis Sant Jordi de Cinematografia: Premi al millor director espanyol.[3]